# Polygala alba
Polygala alba är en jungfrulinsväxtart som beskrevs av Thomas Nuttall. Polygala alba ingår i släktet jungfrulinssläktet, och familjen jungfrulinsväxter. Inga underarter finns listade i Catalogue of Life.

## Bildgalleri

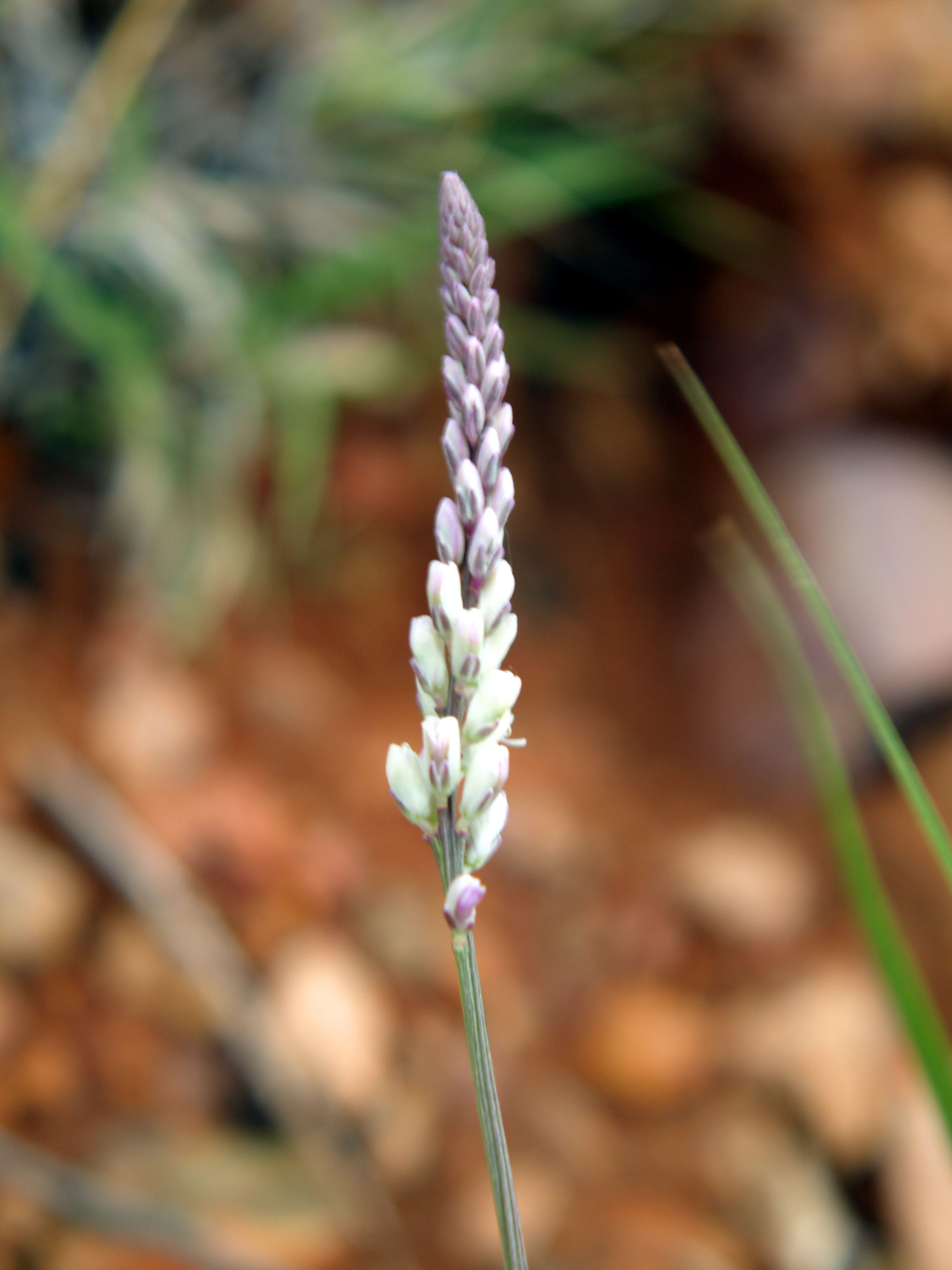